# Diego Boneta
Diego Andrés González Boneta (Ciutat de Mèxic, 29 de novembre de 1990), conegut com a Diego Boneta, és un actor i cantant mexicà. Va guanyar reconeixement internacional després de protagonitzar la pel·lícula Rock of Ages (2012) amb Tom Cruise i la sèrie biogràfica Luis Miguel: la serie (2018).
Va fer el seu debut en 2002, quan va participar al reality show Código F.A.M.A.. Va participar en telenovel·les infantils de Televisa com Alegrijes y rebujos i Misión S.O.S.. També va participa en la telenovel·la juvenil mexicana Rebelde. Va llançar el seu àlbum debut homònim amb el seu primer senzill Responde en 2005 i una versió en portuguès en 2006. En 2008 va llançar el seu segon àlbum anomenat Indigo, la qual va llançar dos senzills, Perdido en Ti i Millón de Años.

## Carrera

### 2003-2010: Primers treballs
Boneta es va iniciar en el món de l'espectacle l'any 2002 a l'edat de 12 al reality show mexicà per nens, Código F.A.M.A.. En aquest programa va obtenir el cinquè lloc amb la cançó «La chica del bikini azul» del cantant Luis Miguel. A l'any següent va obtenir el seu primer rol protagonista en la telenovel·la mexicana de Televisa, Alegrijes y rebujos—hi va interpretar «Ricardo Sánchez». A l'any següent, després de l'èxit obtingut amb la seva primera aparició en el món de la televisió va obtenir un segon paper protagonista en Misión S.O.S.. Després d'aquests dos projectes, Boneta es va prendre un descans per a concloure els seus estudis de primària i secundària. L'any 2005, es va integrar a l'elenc de la telenovel·la, Rebel. En aquest projecte va interpretar a «Rocco Bezauri» i va compartir crèdits majorment amb l'actriu Angelique Boyer. En aquest mateix any va debutar com a cantant amb el seu àlbum homònim, que va aconseguir el Disc d'Or en països com Brasil, Xile i Estats Units. El seu segon àlbum d'estudi titulat Índigo va ser presentat l'any 2008, i amb aquest va tornar a rebre el «Disc d'Or» en el primer mes del seu llançament. A més va obtenir una nominació com a «millor solista» als Premis MTV Llatinoamèrica. L'any 2010, obté el seu primer paper fora de Mèxic a la sèrie de Disney XD, Zeke & Luther—aquí va interpretar a «Tiki Delgado»—, un personatge que fascinava a tots amb el seu excel·lent control amb el patinet. Després va aparèixer en la sèrie Pretty Little Liars, on va personificar a «Alex Santiago»—un jove que treballava mig temps en el Rosewood Country Club—en aquesta sèrie compartia crèdits amb l'actriu Troian Bellisario. Encara que la química en pantalla entre tots dos actors era notable, la relació entre tots dos personatge no va prosperar i el personatge de Boneta va ser tret de la sèrie. D'aquí li va seguir la sèrie 90210, on va interpretar a Javier Luna i va aparèixer en alguns episodis de la tercera temporada, la qual es va emetre de setembre de 2010 a maig de 2011.

### 2011-present: Progrés al cinema i televisió
| «        | «El 2010 vaig audicionar perun dels personatges protagonistes a Glee i no em vaig quedar, però gràcies a aquesta audició, el director de Rock of Ages em va veure i em va dir que em volia en la seva pel·lícula. Ara, cinc anys després, Ryan i jo finalment estem treballant junts, és increïble veure com la vida és un cercle». | » |
| — Boneta | |   |

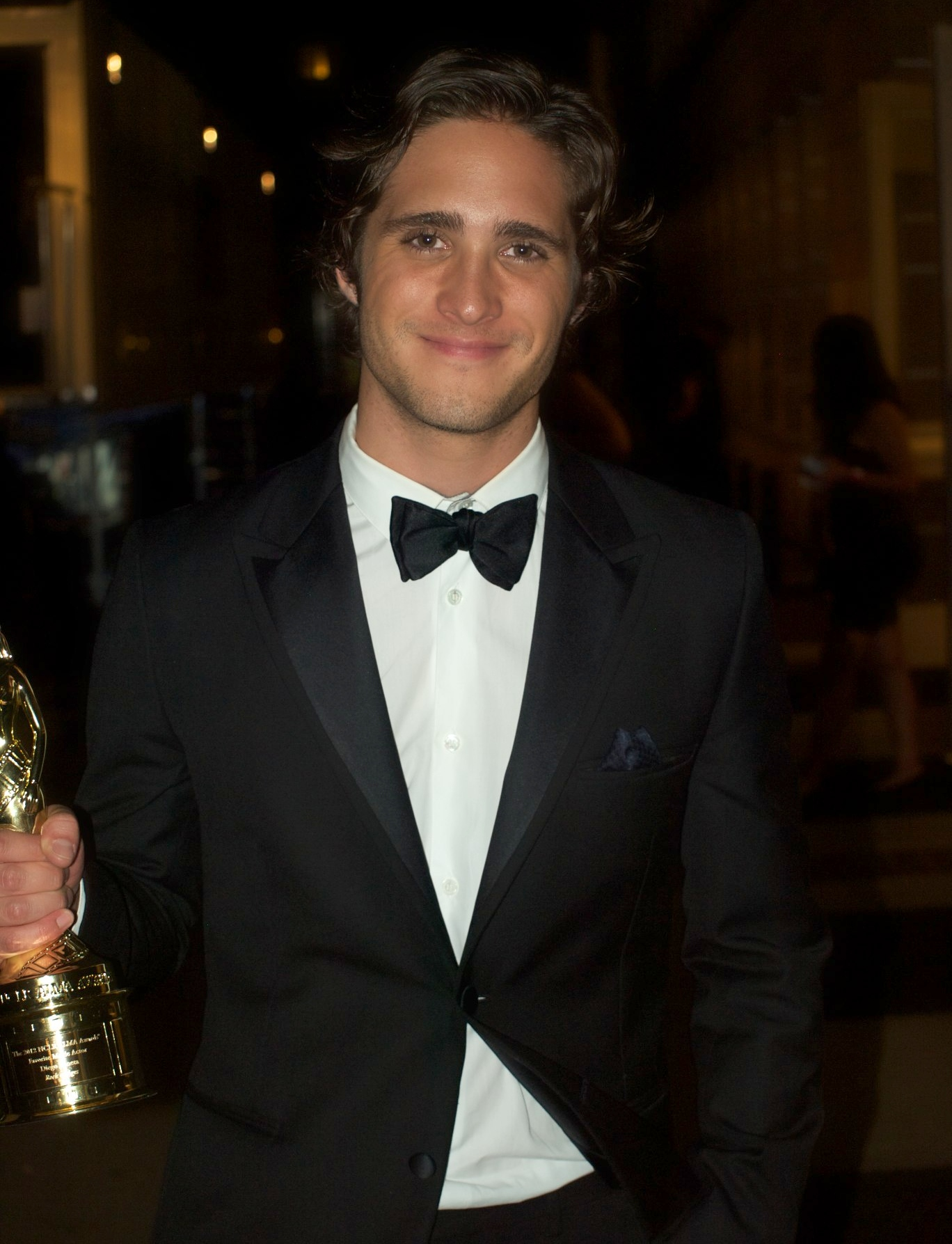
Boneta als Alma Awards de 2012

Després de diverses aparicions en televisió. Boneta va obtenir el seu primer paper al cinema, amb la pel·lícula Pixen Girls 2—on va interpretar a Tyler Adams, un estudiant de la North Shore High School. En 2012, va participar en la pel·lícula Rock of Ages, on va compartir crèdits amb actors com Tom Cruise i Julianne Hough. Gràcies a aquesta pel·lícula, va obtenir un rol protagonista en la sèrie de MTV, Underemployed. En aquesta sèrie de 12 episodis, Boneta va personificar a Miles González—un divertit estríper. L'any 2015, va protagonitzar la primera temporada de la sèrie de Ryan Murphy, Scream Queens. En aquesta sèrie va interpretar a Pete Martínez, i va compartir crèdits amb Jamie Lee Curtis, Emma Roberts, i Lea Michele. Malgrat que la primera temporada va obtenir un rotund èxit, posteriorment va ser renovada per a una segona. Però Boneta no va reprendre el seu personatge i la sèrie va ser cancel·lada després de dues temporades. A l'any següent va participar en la segona temporada de la sèrie basada en la telenovel·la veneçolana del mateix nom, Jane The Virgin. Ací va participar en l'episodi «Chapter Thirty» que es va estrenar el 14 de desembre d'aquest mateix any.
D'aquí d'ara endavant, Boneta ha dedicat la major part de la seva carrera artística en pel·lícules de Hollywood com Edén (2014), Pelé: Birth of a Legend (2015), Summer Camp (2015), Another You (2016), City of Dead Men (2016), i Before I Fall (2017). L'any 2017, es va confirmar que Boneta interpretaria a Luis Miguel en la seva etapa d'adult, en la sèrie biogràfica de Netflix i Telemundo, Luis Miguel: la serie, que es va estrenar simultàniament en totes dues cadenes el 22 d'abril de 2018. Per la preparació del personatge, Boneta va durar gairebé un any i mig. Diversos dels temes escoltats a la sèrie són interpretat per Boneta i la resta de cast, per a semblar-se físicament a Luis Miguel—l'actor es va separar les dents. Abans de l'estrena, la showrunner de la sèrie Karla Gonzales, va confirmar que havia estat renovada per a una segona temporada. Posteriorment es va confirmar l'inici de la producció de la temporada per a febrer de 2020. que es va veure afectada i suspesa a causa de la pandèmia pel COVID-19 de 2020.

## Filmografia
| Televisió | Televisió                                 | Televisió                |
| Any       | Títol                                     | Personatge               |
| --------- | ----------------------------------------- | ------------------------ |
| 2002-2003 | Código F.A.M.A                            | Participant - Finalista  |
| 2003-2004 | Alegrijes y Rebujos                       | Ricardo Sánchez          |
| 2004-2005 | Misión S.O.S.                             | Christian Martínez       |
| 2005-2006 | Rebelde                                   | Rocco Bezauri            |
| 2010      | Zeke & Luther                             | Tiki Delgado             |
| 2010-2011 | Pretty Little Liars                       | Alex Santiago            |
| 2010-2011 | 90210                                     | Javier Luna              |
| 2012-2013 | Underemployed                             | Miles González           |
| 2015      | The Dovekeepers                           | Amram                    |
| 2015      | Scream Queens                             | Pete Martínez            |
| 2016      | Jane the Virgin                           | Dax                      |
| 2018-2021 | Luis Miguel                               | Luis Miguel              |
| Cinema    |                                           |                          |
| Any       | Títol                                     | Personatge               |
| 2004      | Thunderbirds (pel·lícula)                 | Fermat (Veu de doblatge) |
| 2006      | The Wild                                  | Ryan (Veu de dablatge)   |
| 2011      | Mean Girls 2                              | Tyler Adams              |
| 2012      | Rock of Ages                              | Drew Boley               |
| 2014      | Edén                                      | Arnie                    |
| 2015      | Pelé: Birth of a Legend                   | José "Mazzola" Altafini  |
| 2015      | Summer Camp                               | Will                     |
| 2016      | Another You                               | Marcus                   |
| 2016      | City of Dead Men                          | Michael                  |
| 2017      | The Reason You Haven't Had Sex in So Long | Gary                     |
| 2017      | Before I Fall                             | Mr. Daimler              |
| 2017      | Blood Ride                                | Brian                    |
| 2018      | El titán                                  | Iker Hernández           |
| 2018      | Starbright                                | Joshua                   |
| 2018      | Monster Party                             | Ollie                    |
| 2018      | A bend in the road                        |                          |
| 2019      | Terminator: Dark Fate                     | Diego Ramos              |
| 2020      | Monster Hunter                            |                          |
| 2020      | Amor, bodes i altres desastres            |                          |

## Discografia

### Àlbums d'estudi
| Llista de cançons                                            | Àlbum                 | Any                                                                                      | Format | Discogràfica |
| ------------------------------------------------------------ | --------------------- | ---------------------------------------------------------------------------------------- | ------ | ------------ |
| 1. Solo existes tú                                           | Diego                 | 2005 (Mèxic) 10 de juliol de 2006 (Brasil) agost de 2006 (Xile) 24 d'abril de 2007 (EUA) | CD     | EMI Music    |
| 2. Responde                                                  | Diego                 | 2005 (Mèxic) 10 de juliol de 2006 (Brasil) agost de 2006 (Xile) 24 d'abril de 2007 (EUA) | CD     | EMI Music    |
| 3. Más                                                       | Diego                 | 2005 (Mèxic) 10 de juliol de 2006 (Brasil) agost de 2006 (Xile) 24 d'abril de 2007 (EUA) | CD     | EMI Music    |
| 4. La solución                                               | Diego                 | 2005 (Mèxic) 10 de juliol de 2006 (Brasil) agost de 2006 (Xile) 24 d'abril de 2007 (EUA) | CD     | EMI Music    |
| 5. No quiero                                                 | Diego                 | 2005 (Mèxic) 10 de juliol de 2006 (Brasil) agost de 2006 (Xile) 24 d'abril de 2007 (EUA) | CD     | EMI Music    |
| 6. Mi revolución                                             | Diego                 | 2005 (Mèxic) 10 de juliol de 2006 (Brasil) agost de 2006 (Xile) 24 d'abril de 2007 (EUA) | CD     | EMI Music    |
| 7. Siempre te amaré                                          | Diego                 | 2005 (Mèxic) 10 de juliol de 2006 (Brasil) agost de 2006 (Xile) 24 d'abril de 2007 (EUA) | CD     | EMI Music    |
| 8. Mientes                                                   | Diego                 | 2005 (Mèxic) 10 de juliol de 2006 (Brasil) agost de 2006 (Xile) 24 d'abril de 2007 (EUA) | CD     | EMI Music    |
| 9. Me muero sin ti                                           | Diego                 | 2005 (Mèxic) 10 de juliol de 2006 (Brasil) agost de 2006 (Xile) 24 d'abril de 2007 (EUA) | CD     | EMI Music    |
| 10. Te voy a encontrar                                       | Diego                 | 2005 (Mèxic) 10 de juliol de 2006 (Brasil) agost de 2006 (Xile) 24 d'abril de 2007 (EUA) | CD     | EMI Music    |
| 11. Desde que estás aquí                                     | Diego                 | 2005 (Mèxic) 10 de juliol de 2006 (Brasil) agost de 2006 (Xile) 24 d'abril de 2007 (EUA) | CD     | EMI Music    |
| 1. Quero só você                                             | Diego (Edição Brasil) | 10 de juliol de 2006 (Brasil)                                                            | CD     | EMI Music    |
| 2. Responde (The silence)                                    | Diego (Edição Brasil) | 10 de juliol de 2006 (Brasil)                                                            | CD     | EMI Music    |
| 3. Mais                                                      | Diego (Edição Brasil) | 10 de juliol de 2006 (Brasil)                                                            | CD     | EMI Music    |
| 4. Não vai ser fácil                                         | Diego (Edição Brasil) | 10 de juliol de 2006 (Brasil)                                                            | CD     | EMI Music    |
| 5. Revolução                                                 | Diego (Edição Brasil) | 10 de juliol de 2006 (Brasil)                                                            | CD     | EMI Music    |
| 6. Sempre te amarei                                          | Diego (Edição Brasil) | 10 de juliol de 2006 (Brasil)                                                            | CD     | EMI Music    |
| 7. Mente                                                     | Diego (Edição Brasil) | 10 de juliol de 2006 (Brasil)                                                            | CD     | EMI Music    |
| 8. Não posso viver sem você                                  | Diego (Edição Brasil) | 10 de juliol de 2006 (Brasil)                                                            | CD     | EMI Music    |
| 1. ¿Cómo me amarías?                                         | Índigo                | 25 de març de 2008 (México)                                                              | CD     | EMI Music    |
| 2. ¿Por qué no miran lo que yo?                              | Índigo                | 25 de març de 2008 (México)                                                              | CD     | EMI Music    |
| 3. Juntos                                                    | Índigo                | 25 de març de 2008 (México)                                                              | CD     | EMI Music    |
| 4. Perdido en ti                                             | Índigo                | 25 de març de 2008 (México)                                                              | CD     | EMI Music    |
| 5. Me gustas mucho                                           | Índigo                | 25 de març de 2008 (México)                                                              | CD     | EMI Music    |
| 6. Millón de años                                            | Índigo                | 25 de març de 2008 (México)                                                              | CD     | EMI Music    |
| 7. Canción de amor                                           | Índigo                | 25 de març de 2008 (México)                                                              | CD     | EMI Music    |
| 8. Tres minutos                                              | Índigo                | 25 de març de 2008 (México)                                                              | CD     | EMI Music    |
| 9. Sobrenatural                                              | Índigo                | 25 de març de 2008 (México)                                                              | CD     | EMI Music    |
| 10. ¿Cómo hacer sufrir?                                      | Índigo                | 25 de març de 2008 (México)                                                              | CD     | EMI Music    |
| 11. 16 oz                                                    | Índigo                | 25 de març de 2008 (México)                                                              | CD     | EMI Music    |
| 12. Losing me (''Perdido en ti'' English Version)            | Índigo                | 25 de març de 2008 (México)                                                              | CD     | EMI Music    |
| 13. Show me the ways (''¿Cómo me amarías?'' English Version) | Índigo                | 25 de març de 2008 (México)                                                              | CD     | EMI Music    |

### Bandes sonores
- Disco Código F.A.M.A. (2003)
- Disco Alegrije (2003)
- Disco Rebujo (2003)
- Navidad Alegrije (2003)
- Navidad Rebujo (2003)
- Alegrijes y Rebujos en Concierto (2004)
- Mi Misión es Cantar (2004)
- Aventura y Amor (2004)
- Al Rescate de la Navidad (2005)
- Pretty Little Liars (2010-2011)
- 90210 (2010-2011)
- Rock of Ages (2012)
- Soundtrack de la serie de Luis Miguel (2018)

### Vídeo àlbum
| Año  | Detalles del álbum                            | Notas |
| ---- | --------------------------------------------- | --- |
| 2006 | Diego - En vivo en el maracanã - Formats: DVD | Tracklist: - Solo existes tú - La solución - Mais - Responde Bonus - Responde (versió estudi) - Más (versió estudi) Extres - Bastidores - Diego en Brasil - Galería de fotos |

### Senzills
| Any  | Senzill           | Àlbum  |
| ---- | ----------------- | ------ |
| 2005 | «Aquí Voy»        | N/A    |
| 2006 | «Responde»        | Diego  |
| 2006 | «Más»             | Diego  |
| 2007 | «Solo Existes Tú» | Diego  |
| 2008 | «Perdido En Ti»   | Indigo |
| 2008 | «Millón De Años»  | Indigo |
| 2010 | «Siempre Tú»      | N/A    |
| 2015 | «Warrior»         | N/A    |
| 2015 | «The Hurt»        | N/A    |
| 2016 | «UR Love»         | N/A    |
| 2016 | «Éramos Algo»     | N/A    |

### Vídeos musicals
| Any  | Títol             | Director(s) |
| ---- | ----------------- | ----------- |
| 2006 | «Responde»        | —           |
| 2006 | «Más»             | —           |
| 2007 | «Solo existes tú» | —           |
| 2008 | «Perdido en ti»   | —           |
| 2008 | «Millón de años»  | —           |
| 2015 | «The Warrior»     | —           |
| 2015 | «The Hurt»        | —           |
| 2016 | «Ur Love»         | —           |
| 2016 | «Éramos Algo»     | —           |

## Premis i nominacions
| Any  | Premi                        | Treball Nominat | Categoria                | Resultat  |
| ---- | ---------------------------- | --------------- | ------------------------ | --------- |
| 2007 | Premis Orgullosamente Latino | Diego           | Solista Llatí de l’any   | Nominat   |
| 2008 | Premis MTV                   | Índigo          | Millor Solista           | Nominat   |
| 2008 | Premis Palma de Cristal      | Millón de Años  | Millor Guió              | Nominat   |
| 2008 | Premis Palma de Cristal      | Millón de Años  | Millorss Efectes Visuals | Nominat   |
| 2008 | Premis Palma de Cristal      | Millón de Años  | Millor Color             | Nominat   |
| 2012 | CinemaCom 2012               | Diego           | Rising Star 2012         | Guanyador |
| 2012 | ALMA Awards 2012             | Rock of Ages    | Favorite Movie Actor     | Guanyador |